# Linghem
Linghem település Franciaországban, Pas-de-Calais megyében. Lakosainak száma 205 fő (2022. január 1.). Linghem Quernes, Liettres, Norrent-Fontes, Rely és Rombly községekkel határos.

## Népesség
A település népességének változása:
| Lakosok száma | 214  | 215  | 216  | 205  | 200  | 196  | 192  | 190  | 205  |
|               | 2013 | 2015 | 2016 | 2017 | 2018 | 2019 | 2020 | 2021 | 2022 |